# 溥颋
溥颋（1849年—1920年），爱新觉罗氏，字仲潞，清朝宗室，永璋之后。

## 生平
溥颋于清道光二十九年（1849年）四月十五日酉时出生，并在同治六年（1867年）通过丁卯科考试，成为举人。
光绪四年（1878年），二月授任刑部主事。光绪七年（1881年）三月授任户部员外郎。光绪二十一年（1895年）九月，光绪帝授任鸿胪寺卿，十一月授任内阁学士兼礼部侍郎。
光绪二十四年（1898年）四月，溥颋署理户部右侍郎兼管钱法堂事务，但因为反对戊戌变法在当年一度遭革职，慈禧太后訓政後，溥颋被朝廷重新起用，并于同年八月授任内阁学士兼礼部侍郎，十月授吏部左侍郎，十二月，他被调补兵部左侍郎。
光绪二十五年（1899年），一月调补刑部左侍郎，九月调任正红旗蒙古副都统，十月调补盛京刑部侍郎。
光绪二十九年（1903年），一月调补盛京户部侍郎。
光绪三十年（1904年），十月授任左都御史。
光绪三十一年（1905年），一月授任察哈尔都统。
光绪三十二年（1906年），九月授任度支部尚书。
光绪三十三年（1907年），四月调任农工商部尚书。
宣统三年（1911年），二月调任热河都统。
民国九年庚申（1920年），十一月初十日酉时去世。

## 家庭
- 父载铙
- 母佟佳氏，侍郎龄铿之女
- 长兄溥彧
- 次兄溥显
- 三兄溥顾
- 五弟溥硕
- 六弟溥灝
- 嫡妻佟佳氏，散秩大臣穆隆阿之女
- 继妻他塔拉氏，灵俊之女
- 续妻纳喇氏，荣恩之女
- 长子毓彭（1886年）
- 次子毓彤（1887年）
- 三子毓彩（1888年）
- 四子毓彰（1905年）
- 五子毓彦（1906年）
- 六子毓彮（1909年）